# Gonomyia irianensis
Gonomyia irianensis är en tvåvingeart som beskrevs av Alexander 1964. Gonomyia irianensis ingår i släktet Gonomyia och familjen småharkrankar. Inga underarter finns listade i Catalogue of Life.